# See the Beauty in Your Drab Hometown
See the Beauty in Your Drab Hometown es el sexto álbum de estudio de la banda Savoy. Fue lanzado el 12 de enero de 2018 en Noruega por Drabant Music. El título proviene de las primeras líneas de la canción "January Thaw."

## Lista de canciones
Todas las canciones escritas y compuestas por Pål Waaktaar Savoy y Lauren Savoy. 
| N.º   | Título                         | Duración |  |
| 1.    | «Night Watch»                  | 4:20     |  |
| 2.    | «A Mounth of Sundays»          | 4:00     |  |
| 3.    | «Falls Park»                   | 3:33     |  |
| 4.    | «Manmade Lake»                 | 4:59     |  |
| 5.    | «Bump!»                        | 2:35     |  |
| 6.    | «January Thaw»                 | 4:23     |  |
| 7.    | «Shy Teens Suffering Silently» | 2:45     |  |
| 8.    | «We're the Same Way»           | 4:34     |  |
| 9.    | «Sunlit Byways»                | 4:13     |  |
| 10.   | «(My) Weathervane»             | 4:30     |  |
| 39:52 |                                |          |  |

## Realización
Savoy:
- Lauren Savoy: voz y guitarra.
- Frode Unneland: batería y voz.
- Pål Waaktaar Savoy: voz, guitarra, bajo y teclado.

Músicos adicionales:
- Karl Oluf Wennerberg: batería en pistas 1 y 2.
- Joe Mardin: batería en pista 4.

Producido por Pål Waaktaar Savoy y Lauren Savoy. Producción adicional y programación por Eliot Leigh.
Mezclado por Steve Osborne.
Ingenieros de grabación: Chuck Zwicky, Eliot Leigh y Pål Waaktaar Savoy.
Masterizado por Joe Lambert.
Fotografía de la portada de Pål Waaktaar Savoy. Fotografía adicional, diseño y presentación: Trine + Kim Design Studio.
- Datos: Q47926561